# Neodym(III)-iodid
Neodym(III)-iodid (NdI3) ist ein Salz des Seltenerd-Metalls Neodym mit Iodwasserstoff. Es bildet grüne orthorhombische Kristalle, die hygroskopisch sind.